# ستيفن سميث (كرة سلة)
ستيفن سميث (بالإنجليزية: Steven Smith)‏ مواليد 12 أبريل 1983 في فيلادلفيا، هو لاعب كرة سلة أمريكي. بدأ مسيرته الاحترافية في سنة 2006. يلعب في الدوري الفرنسي لكرة السلة الدرجة الأولى. يحمل الرقم 33. يبلغ طوله 6 قدم 9 بوصة (2.1 م).

## المسيرة الاحترافية
لعب مع فيلادلفيا سفنتي سيكسرز في موسم 2006–2007، ثم لعب مع نادي إشبيلية لكرة السلة في الدوري الإسباني في سنة 2007، ثم لعب مع سباستياني باسكت رييتي في الدوري الإيطالي في سنة 2008، ثم لعب مع إي دبليو إي باسكتس أولدنبورغ في الدوري الألماني في سنة 2010، ثم لعب مع نادي باناثينايكوس لكرة السلة في موسم 2011–2012.

## روابط خارجية
- ستيفن سميث على موقع الدوري الأوروبي لكرة السلة (الإنجليزية)
- ستيفن سميث على موقع سبورتس رفرنس (الإنجليزية)
- ستيفن سميث على موقع الدوري الإسباني لكرة السلة (الإسبانية)
- ستيفن سميث على موقع كرة السلة الأوروبية.كوم (الإنجليزية)
- ستيفن سميث على موقع DraftExpress.com (الإنجليزية)
- ستيفن سميث على موقع كلية كرة السلة في سبورتس رفرنس.كوم (الإنجليزية)
- ستيفن سميث على موقع ريلجم (الإنجليزية)
- ستيفن سميث على موقع بروبوليرز (الإنجليزية)
- ستيفن سميث على موقع سبورتس رفرنس (الإنجليزية)
- ستيفن سميث على موقع سبورتس رفرنس (الإنجليزية)